# Дэвис, Кэрол
Кэрол Дэвис (англ. Carol Davis; урожд. Сагал (англ. Sagal); 1930 или 1931, Нью-Йорк, штат Нью-Йорк) — американский предприниматель и владелица спортивной франшизы. Вместе со своим сыном Марком Дэвисом контролирует профессиональную спортивную команду Лас-Вегас Рэйдерс (НФЛ). Является вдовой Эла Дэвиса.
В 1997, 2006 и 2007 годах Эл Дэвис говорил, что его супруга будет управлять франшизой после него.

## Личная жизнь
Выросла в Нью-Йорке и кончила Нью-Йоркский университет по специальности маркетинг. Пара поженилась в бруклинской синагоге в 1954 году после его увольнения из армии США. Первоначально молодожёны жили в Атлантик-Бич, недалеко от родителей Эла Дэвиса. Кэрол работала байером, подбирая дизайнерскую одежду для розничных магазинов, прежде чем Эл Дэвис в 1963 году присоединился к «Окленд Рэйдерс» в качестве главного тренера.
В конце 1979 года Дэвис пережила сердечный приступ, из-за чего оказалась в госпитале и три недели пребывала в коме.
У пары был единственный сын Марк, родившийся в 1955 году. После смерти Эла Дэвис генеральный менеджер Эми Траск заявила, что «Рэйдерс» «останутся у семьи Дэвис». Кэрол и Марк владелют контрольным пакетом акций команды, Марк также получил отцовскую должность управляющего генерального партнёра и в ежедневном режиме контролирует жизнь «Рэйдерс». Кэрол Дэвис периодически посещает игры родной команды и участвовует в связанных с жизнью «Рэйдерс» мероприятиях.